# Ethan Mitchell
Ethan Mitchell (n. 19 februarie 1991, Auckland, Noua Zeelandă) este un ciclist neozeelandez, medaliat olimpic. A participat la 3 ediții ale Jocurilor Olimpice (2012, 2016, 2020) în care a câștigat o medalie de argint.